# VM i curling 1986 (kvinder)
Verdensmesterskabet i curling for kvinder 1986 var det ottende VM i curling for kvinder. Mesterskabet blev arrangeret af World Curling Federation og afviklet i Kelowna Arena i Kelowna, British Columbia, Canada i perioden 23. - 29. marts 1986. Canada var vært for mesterskabet for anden gang, men det var første gang, at det blev spillet i Kelowna.
Mesterskabet blev vundet af Canadas hold bestående af skipper Marilyn Bodogh-Darte, Kathy McEdwards, Christine Bodogh-Jurgenson og Jan Augustyn, som i finalen besejrede Vesttysklands hold anført af skipper Andrea Schöpp med 12-5, og dermed vandt Canada verdensmesterskabet for tredje år i træk og fjerde gang i alt. Vesttysklands bedste VM-resultat indtil da havde været bronzemedaljerne i 1984, så sølvmedaljerne var nationens bedste resultat indtil da. Bronzemedaljerne blev vundet af Sverige, som i bronzekampen, der var et opgør mellem de to tabende semifinalister, besejrede Skotland med 10-9.
Danmark blev repræsenteret af et hold fra Hvidovre Curling Club under ledelse af Helena Blach, som endte på ottendepladsen efter at have opnået tre sejre og syv nederlag.

## Hold
Mesterskabet havde deltagelse af 10 hold: Otte fra Europa og to fra Nordamerika:
| Europa   |              | Nordamerika |
| Danmark  | Schweiz      | Canada      |
| Frankrig | Skotland     | USA         |
| Holland  | Sverige      |             |
| Norge    | Vesttyskland |             |

## Resultater
De ti deltagende hold spillede først et grundspil alle-mod-alle, hvilket gav ni kampe til hvert hold. De fire bedste hold efter grundspillet gik videre til slutspillet om medaljer.

### Grundspil
De ti hold spillede en enkeltturnering alle-mod-alle, hvilket gav ni kampe til hvert hold. De fire bedste hold i grundspillet gik videre til slutspillet.
Grundspillet blev vundet af Canada med 8 sejre foran Skotland og Tyskland, begge med 7 sejre, så de tre hold gik direkte videre til slutspillet. Fjerdepladsen blev imidlertid delt af to hold med hver seks sejre. De to hold spillede derfor en tiebreak-kamp om den sidste semifinaleplads, hvori Sverige sikrede sig pladsen ved at besejre Norge med 9-7.
| Runde | Kampe | Kampe | Kampe | Kampe | Kampe | Kampe | Kampe | Kampe | Kampe | Kampe |
| ----- | ----- | ----- | ----- | ----- | ----- | ----- | ----- | ----- | ----- | ----- |
| 1     |       |       |       |       |       |       |       |       |       |       |
| 2     |       |       |       |       |       |       |       |       |       |       |
| 3     |       |       |       |       |       |       |       |       |       |       |
| 4     |       |       |       |       |       |       |       |       |       |       |
| 5     |       |       |       |       |       |       |       |       |       |       |
| 6     |       |       |       |       |       |       |       |       |       |       |
| 7     |       |       |       |       |       |       |       |       |       |       |
| 8     |       |       |       |       |       |       |       |       |       |       |
| 9     |       |       |       |       |       |       |       |       |       |       |
| TB    |       |       |       |       |       |       |       |       |       |       |

| Plac. | Hold         | Kampe | Vundne | Tabte | Indbyrdes | Tiebreak            |
| ----- | ------------ | ----- | ------ | ----- | --------- | ------------------- |
| 1.    | Canada       | 9     | 8      | 1     |           |                     |
| 2.    | Skotland     | 9     | 7      | 2     |           |                     |
| 3.    | Vesttyskland | 9     | 7      | 2     |           |                     |
| 4.    | Sverige      | 9     | 6      | 3     |           | Vandt over Norge    |
| 5.    | Norge        | 9     | 6      | 3     |           | Tabte til Sverige   |
| 6.    | Schweiz      | 9     | 4      | 5     |           |                     |
| 7.    | USA          | 9     | 3      | 6     |           |                     |
| 8.    | Danmark      | 9     | 2      | 7     |           | Vandt over Frankrig |
| 9.    | Frankrig     | 9     | 2      | 7     |           | Tabte til Danmark   |
| 10.   | Holland      | 9     | 0      | 9     |           |                     |

### Slutspil
De fire bedste hold fra grundspillet spillede i slutspillet om medaljer.
| Runde       | Kampe | Kampe |
| ----------- | ----- | ----- |
| Semifinaler |       |       |
|             |       |       |
| Bronzekamp  |       |       |
| Finale      |       |       |

### Samlet rangering
| Plac.  | Hold         | 4                    | 3                 | 2                   | 1                  |
| ------ | ------------ | -------------------- | ----------------- | ------------------- | ------------------ |
| Guld   | Canada       | Marilyn Bodogh-Darte | Kathy McEdwards   | C. Bodogh-Jurgenson | Jan Augustyn       |
| Sølv   | Vesttyskland | Andrea Schöpp        | Monika Wagner     | Stephanie Mayr      | Elinore Schöpp     |
| Bronze | Sverige      | Maud Nordlander      | Inga Arfwidsson   | Ulrika Åkerberg     | Barbro Arfwidsson  |
| 4.     | Skotland     | Isobel Torrance Jr   | Margaret Craig    | Jackie Steele       | Sheila Harvey      |
| 5.     | Norge        | Anne Jøtun Bakke     | Hilde Jøtun       | Trine Trulsen       | Billie Skjerpen    |
| 6      | Schweiz      | Erika Müller         | Irene Bürgi       | Barbara Meier       | Cristina Lestander |
| 7.     | USA          | Geraldine Tilden     | Linda Barneson    | Barb Polski         | Barb Gutzmer       |
| 8.     | Danmark      | Helena Blach         | Jette Olsen       | Malene Krause       | Lone Kristoffersen |
| 9.     | Frankrig     | Huguette Jullien     | Paulette Sulpice  | Isabelle Quere      | Jocelyn Lhenry     |
| 10.    | Holland      | Laura van Imhoff     | Elisabeth Veening | Jenny Bovenschen    | Marjorie Querido   |